# Menselijke computer

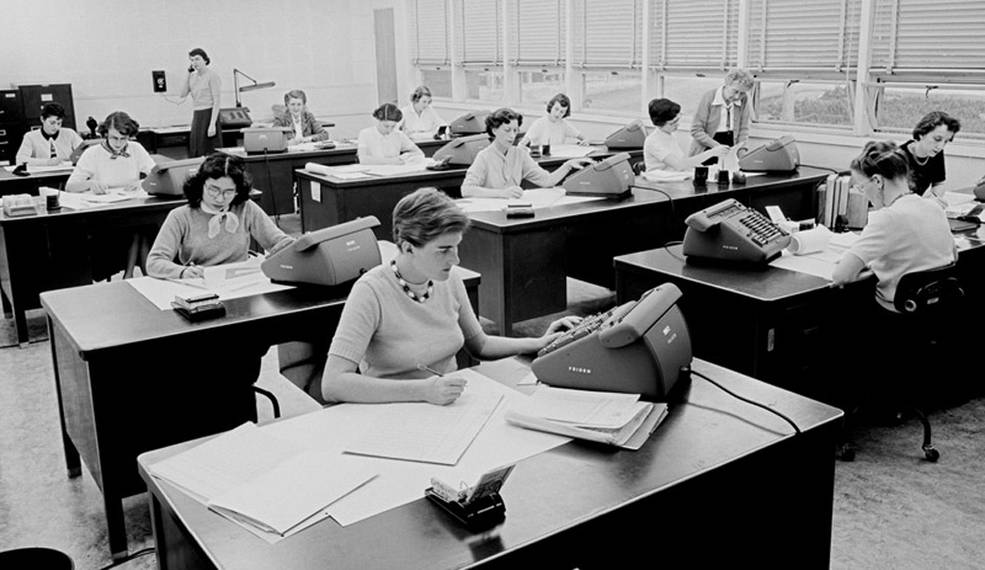
Menselijke computers bij Jet Propulsion Laboratory

Een rekenaar of menselijke computer was een persoon die wiskundige berekeningen uitvoerde voordat er elektronische computers waren.

## Benaming
In het Engels is de term computer als in "someone who computes" (iemand die (be)rekent) oorspronkelijk een term die voor mensen werd gebruikt. Pas in de jaren 1940 werd diezelfde term gebruikt voor een elektronische machine die "computes". Het is onwaarschijnlijk dat in het Nederlands de term "menselijke computer" werd gebruikt. In onze taal heet dat immers niet "to compute", maar "(be)rekenen. De menselijke computers waren vaardige beroepsrekenaars. 
Sinds het einde van de twintigste eeuw worden ook mensen die uitzonderlijk goed kunnen rekenen menselijke computer genoemd. Een bekende Nederlandse menselijke computer was Wim Klein.

## Voorbeelden
Astronoom Henrietta Swan Leavitt (1868–1921) gebruikte menselijke "computers" aan de Harvard-universiteit, een groep vrouwen die meehelpt bij het berekenen van astronomische gegevens. Haar werk was bepalend voor de ontdekking van de Cepheïde-sterren, die een bewijs zijn van de metrische uitdijing van de ruimte.
In de jaren 1918-1926 kreeg prof. Hendrik Lorentz de opdracht om het effect van de Afsluitdijk op de waterstanden op de omringende dijken te bepalen. Hij ontwikkelde hiervoor een set differentiaalvergelijkingen, die alleen numeriek op te lossen waren. Hiervoor was een grote groep rekenaars nodig die de berekeningen voor hem uitvoerden. De uitvoering van dit rekenwerk werd gedaan onder leiding van Jo Thijsse.
Ook het NASA Langley Research Center zette vrouwen in voor het uitvoeren van berekeningen, en dan met name Afro-Amerikaanse wetenschappers. Zij deden belangrijke berekeningen voor de ruimtevaart. Over hun werk en hun positie verscheen in 2016 de film Hidden Figures.
Alan Turing stelde in 1950 dat menselijke computers geacht worden om vaste regels te volgen. In geen geval mogen ze daar van afwijken. Vaak werden teams van menselijke computers gebruikt om de lange en soms saaie berekeningen uit te voeren. Het werk werd zo verdeeld dat de werkzaamheden gelijktijdig konden worden uitgevoerd.

### Tweede Wereldoorlog
Menselijke computers speelden een belangrijke rol in de Verenigde Staten tijdens de Tweede Wereldoorlog. Omdat veel mannen uitgezonden waren naar het oorlogsfront werkten in die tijd veel vrouwen als menselijke computers. De meesten van hen waren afgestudeerd in de wiskunde.
In het Manhattanproject werkten menselijke computers - met mechanische hulpmiddelen - aan meerdere studies van complexe formules van kernsplijting.
De allereerste computerprogrammeurs waren vrouwelijke menselijke computers die werkten aan de ENIAC, de eerste elektronische digitale computer die werd gebouwd aan de Moore School of Electrical Engineering aan de Universiteit van Pennsylvania. Deze zes vrouwen waren Kathleen Antonelli, Jean Bartik, Betty Holberton, Marlyn Meltzer, Ruth Teitelbaum en Frances Spence. Ook Grace Hopper was belangrijk voor de ontwikkeling van computers.